# BK Malmö Yllefabrik
BK Malmö Yllefabrik var en fotbollsklubb från Malmö. Klubben grundades 1926. Säsongen 1938-1939 bytte föreningen namn till IF Malmö Yllefabrik (MYA). Namnet kommer från Malmö Yllefabriks AB. Från säsongen 1946-1947 spelade klubben som Rörsjöns IK. 
1956-1957 spelade föreningen sin sista säsong, då i Malmöserien Division 1.